# Prímfelbontás
A számelméletben a prímfelbontás (törzstényezős felbontás, esetleg prímfaktorizáció) az a folyamat, amikor egy összetett számot prím osztóira (törzstényezőire) bontjuk (faktorizáljuk). A törzstényezők szorzata az eredeti egész számmal egyenlő. Az eljárás eredménye prímek (prímhatványok) szorzata. Ezt a formulát az eredeti szám kanonikus alakjának nevezzük.
A számelmélet alaptétele szerint minden 1-nél nagyobb pozitív egész szám egyértelműen, azaz egy és csak egyféleképpen bontható fel prímszámok szorzatára.
Nagy számok esetében nem ismerünk minden esetben hatékony algoritmust a prímtényezőkre bontásra; nemrégiben egy az RSA-eljárás által kiírt pályázaton mintegy másfél évet, és kb. fél évszázadnyi gépidőt vett volna igénybe egy 200 jegyű szám felbontása becslési eljárásokkal történt számítások szerint. A prímtényezőkre bontás feltételezett bonyolultságát számos kriptográfiai algoritmus használja ki. A matematika és az informatika számos területe foglalkozik a problémával, köztük az elliptikus görbék, algebrai számelmélet és a kvantumszámítógépek területei.
Adott hosszúságú számok közül vannak könnyebben és nehezebben faktorizálhatók. Jelenlegi tudásunk szerint a legnehezebb esetek közé tartoznak a két, véletlenül választott, közel azonos nagyságú prímszám szorzataként előálló számok.
Ez a szócikk egy példát mutat olyan algoritmusra, ami jól működik olyan számokon, ahol a prímtényezők kicsik.

## Egy egyszerű faktorizáló eljárás

### Leírás
Az alábbiakban leírunk egy rekurzív eljárást számok prímtényezős felbontására:
Adott egy n szám
- ha n prím, készen vagyunk, megvan a prímtényezős felbontás.
- ha n összetett, osszuk el n-t az első {\displaystyle p_{1}\,} prímmel. 
  - Ha az osztás maradék nélküli, kezdjük újra az algoritmust az {\displaystyle {\frac {n}{p_{1}}}} értékkel, s adjuk hozzá {\displaystyle p_{1}\,}-et az n prímtényezős listájához.
  - Ha az osztás maradékos volt, akkor osszuk n-t a következő {\displaystyle p_{2}\,} prímmel,[1] és így tovább, amíg az aktuális {\displaystyle {\frac {n}{p_{i}}}} érték 1 nem lesz, maradék nélkül. Ekkor megállunk.

Megjegyezzük, hogy elég csupán azokkal a {\displaystyle p_{i}\,} prímmekkel osztani n-t melyekre igaz, hogy {\displaystyle p_{i}\leq {\sqrt {n}}}.

### Példa
Adott 9438, ennek szeretnénk megkapni a prímtényezős felbontását.
9438/2 = 4719 , a maradék 0, tehát 2 prímtényezője 9438-nak. megismételjük az eljárást 4719-cel
4719/2 = 2359, a maradék 1, tehát 2 NEM prímtényezője 4719-nek. a következő prímmel, a 3-mal próbálkozunk
4719/3 = 1573, a maradék 0, tehát 3 prímtényezője 4719-nek (azaz 9438-nak is). megismételjük az algoritmust 1573-mal
1573/3 = 524, a maradék 1, tehát a 3 NEM prímtényezője 1573-nak. a következő prímmel, az 5-tel próbálkozunk
1573/5 = 314, a maradék 3, tehát az 5 NEM prímtényezője 1573-nak. a következő prímmel, a 7-tel próbálkozunk
1573/7 = 224, a maradék 5, tehát 7 NEM prímténezője 1573-nak. a következő prímmel, a 11-gyel próbálkozunk
1573/11 = 143, a maradék 0, tehát 11 prímtényezője 1573-nak (azaz 9438-nak is). megismételjük az eljárást 143-mal
143/11 = 13, a maradék 0, tehát 11 prímtényezője 143-nak (azaz 9438-nak is). megismételjük az algoritmust 13-mal
13/11 = 1, de a maradék 2, tehát 11 NEM prímtényezője 13-nak. a következő prímmel, a 13-mal próbálkozunk
13/13 = 1, a maradék 0, tehát 13 prímtényezője 13-nak (azaz 9438-nak is). Megállunk, mert elértünk 1-hez
így a végére a következőt kapjuk 9438 = 2 × 3 × 11 × 11 × 13.

### Programkód
Alábbiakban pedig láthatunk egy C programnyelven írt algoritmust 2 és 18 446 744 073 709 551 615
közötti számok faktorizációjára ({\displaystyle 2^{64}-1}):
```
#include
 
<stdio.h>

 

int
 
main
(
void
)
 
{

	
int
 
t
[
100
];

    
unsigned
 
long
 
long
 
j
,
 
i
,
 
k
,
 
d
;
 
//ha csak a pozitív számokat vesszük

    
while
 
(
1
==
scanf
(
"%llu"
,
 
&
k
))
 
{

        
if
 
(
k
<
0
)
 
k
*=
(
-1
);

        
i
=
0
;

        
d
=
2
;

        
while
 
(
k
>
1
)
 
{

            
if
 
(
k
%
d
==
0
)
 
{

                
k
/=
d
;
 

                
t
[
i
]
=
d
;

                
i
++
;

            
}
 
else
 
{

                
++
d
;

            
}

        
}

        
for
 
(
j
=
0
;
j
<
i
;
j
++
)
 
{

            
printf
(
"%d "
,
 
t
[
j
]);

        
}

        
printf
(
"
\n\n
"
);

    
}

    
return
 
0
;

}

```

## Időhiány
A fent vázolt algoritmus jól működik kis n-re, de kivitelezhetetlenné válik, ahogy az n egyre nagyobb szám lesz. Például egy 18 jegyű (másképp 60 bites) szám esetén, minden 1 000 000 000-nál kisebb prímet tesztelni kell, ami még egy számítógépnek is nehéz feladat. Két jeggyel növelve a számot, a faktorizáció számításigénye a 10-szeresére növekszik.
Mivel az osztók párban helyezkednek el, ezért elég {\displaystyle {\sqrt {n}}}-ig ellenőrizni a számokat, hogy van-e osztó.
Épp ez, a nagy (több száz jegyű) számok faktorizációjának (időbeli) problémája adja az alapját a modern kriptográfiának. És ez ösztönzi a kutatást olyan gyors eljárás után, mely polinom időn belül képes faktorizálni. A dolog jellegéből fakadóan, ha meg is születik (született?) egy hatékony algoritmus, az  – Babbage eredményeihez hasonlóan – sokáig katonai titoknak fog számítani, mert hatalmas stratégiai jelentősége van.